# Tristacher See
Tristacher See är en sjö i Österrike.   Den ligger i förbundslandet Tyrolen, i den centrala delen av landet, 300 km sydväst om huvudstaden Wien. Tristacher See ligger 821 meter över havet.
Trakten runt Tristacher See består i huvudsak av gräsmarker. Runt Tristacher See är det ganska glesbefolkat, med 25 invånare per kvadratkilometer.